# Odontestra vittigera
Odontestra vittigera är en fjärilsart som beskrevs av George Francis Hampson 1902. Odontestra vittigera ingår i släktet Odontestra och familjen nattflyn. Inga underarter finns listade i Catalogue of Life.